# Хаяші Шота
Хаяші Шота (яп. 土遠 修平; нар. 24 лютого 1995, Кіото, Японія) — японський футболіст, нападник клубу «Тохо Тітаніум».

## Життєпис
Під час навчаннґ у середній школі Куміяма обраний кандидатом до юнацької збірної Японії (U-17) та відібраний для участі в японському фіналі THE CHANCE, міжнародного скаутського проекту NIKE. Згодом грав за футбольну команду «Університету Кокушікан»
5 січня 2017 року підписав контракт з «Роассо Кумамото» з Джей-ліги 2. У своєму дебютному сезоні отримав похвалу від головного тренера Кійокава, регулярно отримував ігрову практику, але після зміни тренера почав рідко виходити на футбольне поле, а його контракт закінчився наприкінцікінці сезону 2018 року й Шота покинув команду. Загалом провів 19 матчів у національному чемпіонаті. 12 грудня того ж року взяв участь у спільному для клубів Джей-ліги перегляді, яке відбулося на стадіоні Фукуда Денші.
14 березня 2019 року стало відомо, що Хаяші приєднається до «Артеріво Вакаяма». 19 грудня 2020 року оголосив про відхід з вище вказаного клубу.
26 лютого 2021 року стало відомо, що Шота приєднається до «Окосіас Кіото».
28 грудня 2023 року приєднався до футбольного клубу «Тохо Тітаніум».

## Статистика виступів
Станом на 22 лютого 2018.
| Клубні виступи | Клубні виступи    | Клубні виступи | Ліга  | Ліга | Кубок            | Кубок            | Загалом | Загалом |
| Сезон          | Клуб              | Ліга           | Матчі | Голи | Матчі            | Голи             | Матчі   | Голи    |
| Японія         | Японія            | Японія         | Ліга  | Ліга | Кубок Імператора | Кубок Імператора | Загалом | Загалом |
| -------------- | ----------------- | -------------- | ----- | ---- | ---------------- | ---------------- | ------- | ------- |
| 2017           | «Роассо Кумамото» | Джей-ліга 2    | 16    | 1    | 1                | 0                | 17      | 1       |
| 2018           | «Роассо Кумамото» | Джей-ліга 2    | 3     | 0    | 0                | 0                | 3       | 0       |
| Загалом        | Загалом           | Загалом        | 19    | 1    | 1                | 0                | 20      | 1       |